# Diego Enríquez de Guzmán
Diego Enríquez de Guzmán (Zamora, 1487/1488-Zamora, 1550),  hijo de Enrique Enríquez de Guzmán y Velasco (1497) y de Teresa Enríquez de Quiñones y Luna.

## Biografía
Al morir su padre prematuramente recibió el título de III conde de Alba de Liste de su abuelo paterno Alonso Enríquez de Guzmán, II conde de Alba de Liste.
El 24 de enero de 1503, los Reyes Católicos le concedieron dos reales provisiones para tomar posesión del castillo de Alba de Liste iniciando así su etapa al frente del condado. El 29 de junio de 1535 colocó la primera piedra del Monasterio de San Jerónimo de Zamora.

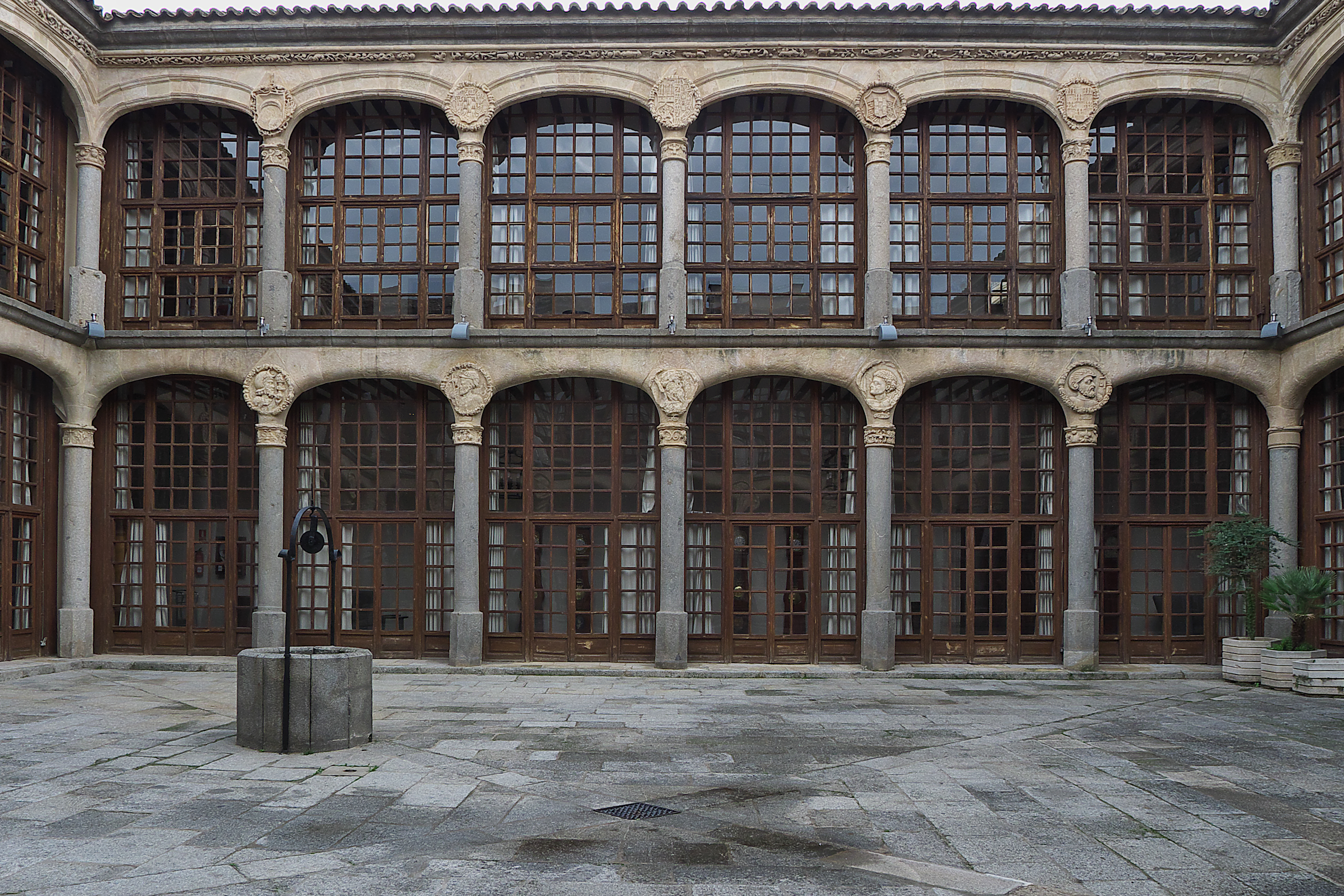
Palacio de Diego Enríquez en Zamora

## Matrimonio e hijos
Diego Enríquez de Guzmán contrajo matrimonio dos veces. La primera en 1503 con Leonor Álvarez de Toledo y Zúñiga, hija legítima del II duque de Alba de Tormes, Fadrique Álvarez de Toledo y Enríquez. Fruto de ese matrimonio nacieron: 
- Enrique Enríquez de Guzmán, sucesor en el título como IV conde de Alba de Liste;[1]
- Antonio Enríquez de Guzmán y Toledo (1512-15 de marzo de 1579), gran prior de la orden de San Juan;[1]
- Felipe Enríquez de Guzmán, muerto sin descendencia;[1]
- Fadrique Enríquez de Guzmán y Toledo, falleció sin descendencia;[1]
- María Enríquez de Guzmán y Toledo (m. 1583), esposa del III duque de Alba de Tormes, Fernando Álvarez de Toledo y Pimentel;[1]
- Ana Enríquez de Guzmán y Toledo, casada con Rodrigo Pacheco Osorio de Toledo, I marqués de Cerralbo.[1][3]
- Juana Enríquez de Toledo, quien se casó con Sancho Dávila y Carrillo,[1] padres de varios hijos, entre ellos Sancho Dávila Toledo, obispo de varias diócesis. Después de enviudar, fue monja en Santa Clara;[1]
- Isabel Enríquez de Guzmán y Toledo, monja en Santa Clara;[1]
- Bernardina Enríquez de Guzmán y Toledo;[1]

Después de la muerte de su primera esposa, se casó con Catalina Álvarez de Toledo y Pimentel, hija de García Álvarez de Toledo y Zúñiga y de su esposa Beatriz Pimentel y Pacheco y hermana del III duque de Alba de Tormes, Fernando Álvarez de Toledo y Pimentel. Fruto de ese matrimonio nacieron: 
- Fadrique Enríquez de Guzmán y Toledo, comendador mayor de la Orden de Alcántara, mayordomo mayor del príncipe Carlos, casado con Guiomar de Villena.[1] Fueron los padres de Enrique Enríquez de Guzmán;[1]
- Pedro Enríquez de Acevedo (Zamora, 1525-Milán, 22 de julio de 1610), I conde consorte de Fuentes de Valdepero y señor de Cambados. Adoptó el apellido y título de su esposa, Juana de Acevedo y Fonseca, la I condesa de Fuentes de Valdepero;[4]
- Alonso Enríquez de Guzmán y Toledo;[1]
- Juan Enríquez de Guzmán y Toledo,[1] que fue caballero de la orden de San Juan de Jerusalén desde 1558;
- Fernando Enríquez de Guzmán y Toledo (Zamora, c. 1530-Madrid, octubre de 1585), caballero de la orden de Santiago;[1]
- Teresa Enríquez de Guzmán y Toledo, casada con García Fernández Manrique y Córdoba, V conde de Osorno.[1]
- Jerónima Enríquez de Guzmán y de Toledo,[1] casada con Pedro Álvarez de Vega y Osorio (m. 1565), VIII señor de Grajal, padres de Juan de Vega y Enríquez de Toledo, I conde de Grajal;[5]
- Antonia Enríquez de Guzmán y Toledo.[1]

También tuvo un hijo natural:
- Diego de Guzmán.[1]